# 利济讷 (杜省)
利济讷（法語：Lizine，法語發音：[lizin]）是法国杜省的一个市镇，属于贝桑松区。

## 地理
利济讷（47°3'23"N, 5°59'39"E）面积7.33 平方千米，位于法国勃艮第-弗朗什-孔泰大區杜省，该省份为法国东部内陆省份，北起上索恩省，西接汝拉省，东部及东南部与瑞士接壤，东北部与贝尔福地区省接壤。
与利济讷接壤的市镇（或旧市镇、城区）包括：吕雷、米永、阿蒙当、利松河畔屈塞。

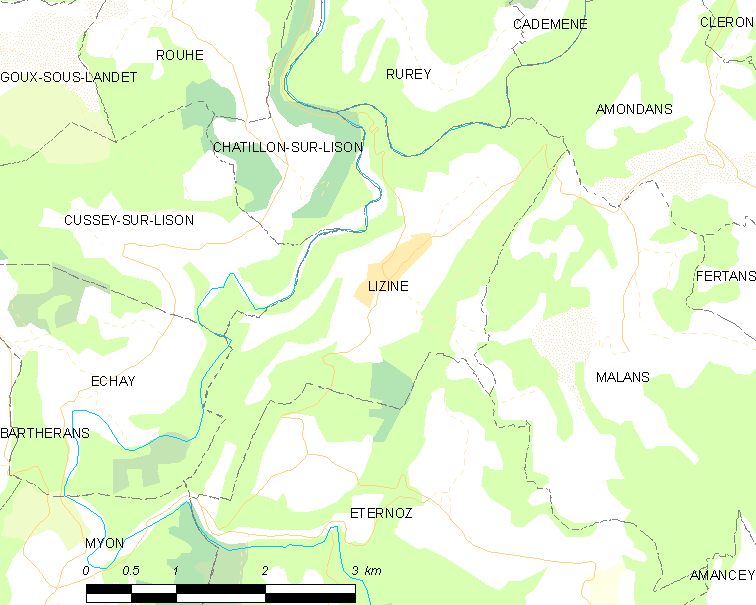
的OSM定位图

利济讷的时区为UTC+01:00、UTC+02:00（夏令时）。

## 行政
利济讷的邮政编码为25330，INSEE市镇编码为25338。

## 政治
利济讷所属的省级选区为奥尔南县。

## 人口

1962-2008年间人口变化图示

利济讷于2022年1月1日时的人口数量为91人。